# Lukou, Anhui
Lukou (kinesiska: 鲁口) är en köping i östra Kina. Den ligger i Yingshang härad i staden Fuyang i provinsen Anhui, omkring 100 kilometer nordväst om provinshuvudstaden Hefei.